# 沃莫峰 (2390米)
46°13′58.7″N 8°56′17.8″E / 46.232972°N 8.938278°E
沃莫峰（義大利語：Cima dell'Uomo）是瑞士提契諾州的山峰，位於該國南部，屬於勒蓬廷山的一部分，海拔高度2,390米，每年平均降雨量2,204毫米。

## 外部連結
- Cima dell'Uomo on Hikr （页面存档备份，存于）